# Diphascon oculatum
Diphascon oculatum är en djurart som tillhör fylumet trögkrypare, och som beskrevs av Murray 1906. Diphascon oculatum ingår i släktet Diphascon och familjen Hypsibiidae. Arten är reproducerande i Sverige.

## Underarter
Arten delas in i följande underarter:
- D. o. oculatum
- D. o. alpinum
- D. o. vancouverense